# Хюстън Стюарт Чембърлейн
Вижте пояснителната страница за други личности с името Чембърлейн.
Хюстън Стюарт Чембърлейн (на английски: Houston Stewart Chamberlain) е английски писател, антрополог, социолог, философ, расов теоретик.

## Биография
Роден е в Саутси, Хемпшир, Англия в семейство на британски адмирал. Учи естествени науки в Женева и естетика и философия в Дрезден. Пламенен почитател на Рихард Вагнер, женен за дъщерята на композитора Ева Вагнер. През 1908 г. се установява в Байройт (Бавария), ставайки германофил. По време на Първата световна война публикува в немската преса множество антибритански статии, за които получава в Англия прозвището „английския превъртулник“. Идейната концепция на Чембърлейн намира по-късна реализация в националсоциалистическата идеология. На погребението му присъства Адолф Хитлер, с когото го свързва лично познанство.

## Идеи и разработки
Основният труд на Чембърлейн „На какво се крепи XIX век“ го прави още в началото на 20 век много популярен в цяла Европа. Теоретично Чембърлейн развива тезата на евроцентризма, а именно че европейската култура е резултат от сливането на пет компонента: изкуството, литературата и философията на Древна Гърция, правната система и форма на държавно устройство и управление на Древен Рим, християнството в протестантската му форма, възраждащо един творчески тевтонски дух, който отблъсква разрушителното влияние на евреите и юдаизма като цяло.
В първата част на книгата Чембърлейн разглежда историческите събития до 1200 г. пр.н.е., като наследство от древността. Разселването на морските народи, последвало битката при Кадеш, които съвместно с либийците разбиват дотогавашната египетска цивилизация, бележи нов етап в развитието на човечеството. Следва въздигането на Финикия с възможност за доколумбови презокеански контакти с Америка. С елинизма настъпва един безпрецедентен разцвет на човешкия интелект, пише Чембърлейн, като древните елини творят навсякъде – в езика, религията, политиката, философията, науката, историята, географията. Кулминацията на този съзидателен творчески дух на демиурга става Омир, но древногръцкото наследство има и тъмна страна – жестока недалновидна демокрация, отсъствие на геополитика, остарял морал и упадък на религията. Светът дължи на римляните спасението му от семитско-арабско поробване, което позволява на индоевропейците да станат биещо сърце и център на умствената дейност на цялото човечество. Древна Гърция, за разлика от Древен Рим, според Чембърлейн, гравитира към Азия. Въпреки двехилядолетната държавна традиция Рим не успява да устои на разпада на територията си, след което центърът на тежестта на цивилизацията се измества на Запад, което е неосъзнат завършващ акт със световно значение, благодарение на който се формира Западната цивилизация (по Арнолд Тойнби). Рим оставя след себе си една невероятна смесица от различни култури и раси. Сред този хаос от хора са и евреите – единствената раса, която е успяла да запази чистотата на кръвта. За сила, която е годна да се противопостави на тази малка, но влиятелно-разрушителна еврейска нация, историята е призвала арийците, според Чембърлейн.
По-нататък Чембърлейн разглежда изграждането на един нов германски свят в борба за световно господство. В тази борба, според Чембърлейн, участват три религиозни идеала: Източен (елински), Северен (арийски) и Рим. На север от бившата Римска империя, арийците успяват да създадат една нова култура в Свещената Римска империя, която „безспорно е най-великото достижение, което е постигнато от човечеството до този момент“. Междувременно евреите са се превърнали в наследници на римския расов хаос, а арийците са отговорни за духовното спасение на човечеството. Всички достижения на науката, индустриализацията, политическа икономия и изкуството са вдъхновени и/или създадени от арийци според Чембърлейн.
От цялата книга на Чембърлейн прозира основната антагонистична теза на автора: от едната страна са арийците като създатели и носители на цивилизацията, а от друга евреите – като негативна расова сила, разрушителен и израждащ исторически фактор. Чембърлейн счита арийците за единствена опора на световното развитие. Евреите според Чембърлейн заслужават от цивилизационна гледна точка не отношение на омраза и подозрение, а едно чувство на омерзение от висотата на арийското расово превъзходство.
Чембърлейн описва раждането на Христос като едно от най-важните събития в историята на човечеството. Според Чембърлейн на всички трябва да е ясно, че Христос не е евреин, и в него няма нито една капка еврейска кръв, а тези, които го наричат евреин, са просто невежи или лицемерни хора.
„На какво се крепи XIX век“ на Чембърлейн става изключително популярна книга в Германия, след като кайзер Вилхелм II назовава монографията с епитети като „работа с огромно значение“. Критиците хвалят книгата за брилянтното красноречие, огромна ерудиция и проницателност на автора ѝ. В Англия като цяло книгата не е приета добре, като е нападана, осмивана или охулвана с остри думи и обиди.
Американските поддръжници на нордическата школа обявяват Чембърлейн за „велик архитект“ на нордическата теория. От друга страна, Теодор Рузвелт намира, че теорията на Чембърлейн изхожда от глупава омраза и че расовият теоретик си служи с брилянтни лапсуси в зависимост от субективното авторово отношение към една или друга личност от историята.

## Влияние
Идеите на Чембърлейн намират благодатна почва в произведенията на редица следващи го творци, писатели и изследователи, сред които Хърбърт Уелс, все членове на фабианското общество.
Джордж Бърнард Шоу нарича книгата му „На какво се крепи XIX век“ истински шедьовър.